# Atletiek op de Olympische Zomerspelen 1936 – Marathon mannen
De marathon voor mannen op de Olympische Zomerspelen 1936 vond plaats om 9 augustus 1936. De wedstrijd startte en finishte in het Olympiastadion van Berlijn en ging over een afstand van 42,195 meter (marathon). De start vond plaats om 15:00 en er werd gelopen onder droge, koele omstandigheden met een temperatuur van 22 °C.
De wedstrijd werd gewonnen door de Japanner Sohn Kee-chung. Met een tijd van 2:29.19,2 verbeterde hij het olympisch record en finishte hij ruim twee minuten voor de Brit Ernie Harper, die in 2:31.23,2 over de finish kwam.

## Records
| Wereldrecord     | 2:27.49 | Fusashige Suzuki   | JPN | Tokio       | 31 maart 1935   |
| Olympisch record | 2:31.36 | Juan Carlos Zabala | ARG | Los Angeles | 7 augustus 1932 |

## Uitslag
| rang | naam                       | land | tijd           |
| ---- | -------------------------- | ---- | -------------- |
| 1    | Sohn Kee-chung             | JPN  | 2:29.19,2 (OR) |
| 2    | Ernie Harper               | GBR  | 2:31.23,2      |
| 3    | Nam Sung-yong              | JPN  | 2:31.42,0      |
| 4    | Erkki Tamila               | FIN  | 2:32.45,0      |
| 5    | Väinö Muinonen             | FIN  | 2:33.46,0      |
| 6    | Johannes Coleman           | RSA  | 2:36.17,0      |
| 7    | Donald Robertson           | GBR  | 2:37.06,2      |
| 8    | Jackie Gibson              | RSA  | 2:38.04,0      |
| 9    | Mauno Tarkiainen           | FIN  | 2:39.33,0      |
| 10   | Thore Enochsson            | SWE  | 2:43.12,0      |
| 11   | Stelios Kyriakidis         | GRE  | 2:43.20,0      |
| 12   | Nouba Khaled               | FRA  | 2:45.34,0      |
| 13   | Henry Palmé                | SWE  | 2:46.08,4      |
| 14   | Franz Tuschek              | AUT  | 2:46.29,0      |
| 15   | Jimmy Bartlett             | CAN  | 2:48.21,4      |
| 16   | Émile Duval                | FRA  | 2:48.39,8      |
| 17   | Manuel Dias                | POR  | 2:49.00,0      |
| 18   | Johnny Kelley              | USA  | 2:49.32,4      |
| 19   | Miloslav Luňák             | TCH  | 2:50.26,0      |
| 20   | Felix Meskens              | BEL  | 2:51.19,0      |
| 21   | Ján Takáč                  | TCH  | 2:51.20,0      |
| 22   | Rudolf Wöber               | AUT  | 2:51.28,0      |
| 23   | Ludovic Gal                | ROU  | 2:55.02,0      |
| 24   | Robert Nevens              | BEL  | 2:55.51,0      |
| 25   | Anders Hartington Andersen | DEN  | 2:56.31,0      |
| 26   | Gabriel Mendoza            | PER  | 2:57.17,8      |
| 27   | Tommy Lalande              | RSA  | 2:57.20,0      |
| 28   | Artūrs Motmillers          | LAT  | 2:58.02,0      |
| 29   | Eduard Braesecke           | GER  | 2:59.33,4      |
| 30   | Percy Wyer                 | CAN  | 3:00.11,0      |
| 31   | Fernand Le Heurteur        | FRA  | 3:01.11,0      |
| 32   | Wilhelm Rothmayer          | AUT  | 3:02.32,0      |
| 33   | Bronisław Gancarz          | POL  | 3:03.11,0      |
| 34   | Max Beer                   | SUI  | 3:06.26,0      |
| 35   | Guillermo Suárez           | PER  | 3:08.18,0      |
| 36   | Boris Kharalampiev         | BUL  | 3:08.53,8      |
| 37   | Arul Swami                 | IND  | 3:10.44,0      |
| 38   | Josef Šulc                 | TCH  | 3:11.47,4      |
| 39   | Franz Eha                  | SUI  | 3:18.17,0      |
| 40   | Wang Zhenglin              | RCO  | 3:25.36,4      |
| 41   | Stane Šporn                | YUG  | 3:30.47,0      |
| 42   | José Farías                | PER  | 3:33.24,0      |
| —    | Juan Acosta                | CHI  | DNF            |
| —    | Franz Barsicke             | GER  | DNF            |
| —    | Tarzan Brown               | USA  | DNF            |
| —    | Giannino Bulzone           | ITA  | DNF            |
| —    | Paul de Bruyn              | GER  | DNF            |
| —    | Kazimierz Fiałka           | POL  | DNF            |
| —    | Aurelio Genghini           | ITA  | DNF            |
| —    | Billy McMahon              | USA  | DNF            |
| —    | Jaime Mendes               | POR  | DNF            |
| —    | Bert Norris                | GBR  | DNF            |
| —    | Luis Oliva                 | ARG  | DNF            |
| —    | Tamao Shiwaku              | JPN  | DNF            |
| —    | Harold Webster             | CAN  | DNF            |
| —    | Juan Carlos Zabala         | ARG  | DNF            |

Mannen:
1896 ·
1900 ·
1904 ·
1908 ·
1912 ·
1920 ·
1924 ·
1928 ·
1932 ·
1936 ·
1948 ·
1952 ·
1956 ·
1960 ·
1964 ·
1968 ·
1972 ·
1976 ·
1980 ·
1984 ·
1988 ·
1992 ·
1996 ·
2000 ·
2004 ·
2008 ·
2012 ·
2016

Vrouwen:
1984 ·
1988 ·
1992 ·
1996 ·
2000 ·
2004 ·
2008 ·
2012 ·
2016